# Kunst- und Naturalienkammer der Franckeschen Stiftungen
Koordinaten: 51° 28′ 41″ N, 11° 58′ 19″ O

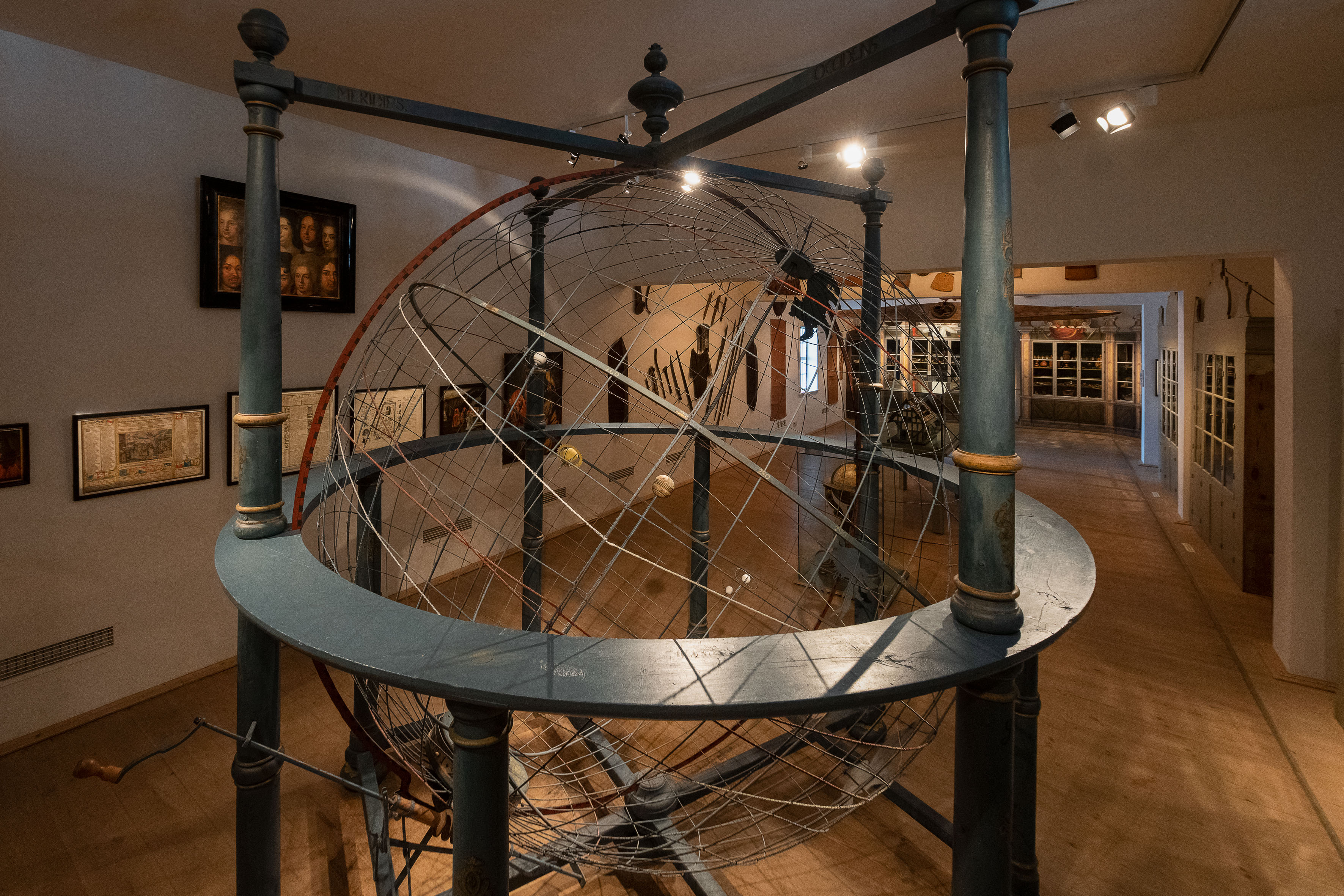
Blick auf das Weltenmodell in der Kunst- und Naturalienkammer

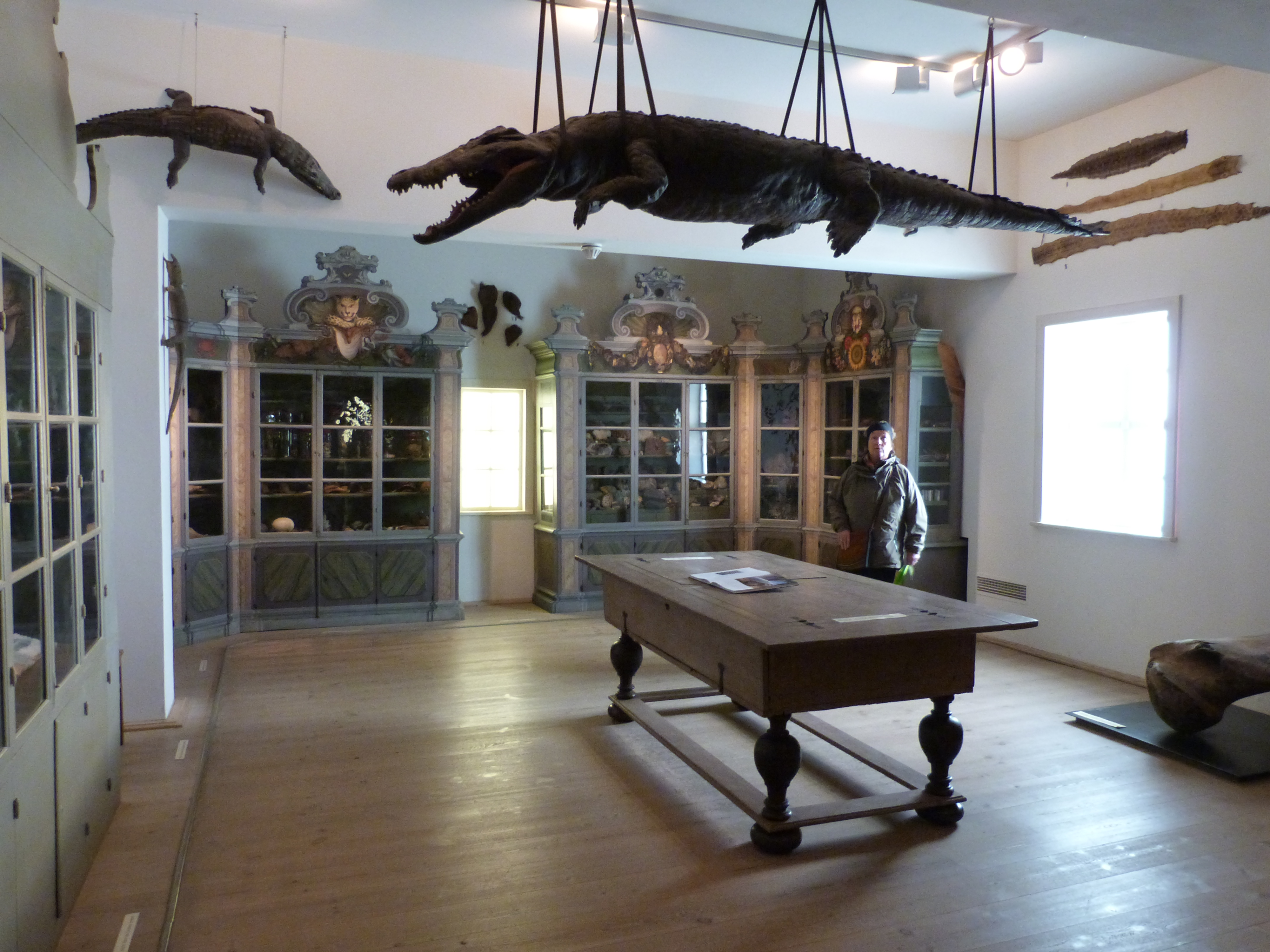
Kunst- und Naturalienkammer der Franckeschen Stiftungen

Die Kunst- und Naturalienkammer in den Franckeschen Stiftungen in Halle (Saale) gilt als der älteste bürgerliche Museumsraum in Deutschland. Sie wurde Anfang des 18. Jahrhunderts von August Hermann Francke zu Unterrichtszwecken angelegt. 18 reichverzierte Sammlungsschränke dieser barocken Wunderkammer bergen heute ca. 3.000 Naturalien, Kuriositäten und volkskundliche Objekte.

## Sammlungskonzept
Die Kammer folgt in ihrer grundlegenden Konzeption dem klassischen Anspruch frühneuzeitlicher Sammlungen, den Makrokosmos im Mikrokosmos abzubilden um so Gottes Schöpfung erfahrbar zu machen. Die Sammlung ist in die drei Hauptbereiche Naturalia, Artefakte und Modelle unterteilt, die in 18 Sammlungsschränken aufbewahrt werden. Eine Innovation ist die systematische Ordnung der Sammlung nach dem einflussreichen Werk Systema Naturae (1735) von Carl von Linné. Darüber hinaus beeindrucken die von Gottfried August Gründler zwischen 1736 und 1741 für die Kammer entworfenen Sammlungsschränke durch ihre kunstvollen Bekrönungsmalereien, die auf den jeweiligen Schrankinhalt Bezug nehmen.
Einer der Schränke wurde für die Sprachen der Welt eingerichtet. Dieser thematische Schwerpunkt hebt sich von anderen frühneuzeitlichen Wunderkammern ab und zeigt die Bedeutung des geschriebenen, gesprochenen und gedruckten Wortes im Halleschen Pietismus. Ein weiteres Thema der Sammlung liegt auf der Dokumentation der Aktivitäten der Dänisch-Halleschen Mission, insbesondere in Tharangambadi, einem Missionsgebiet in Südindien. Hierzu wurde ein eigener Sammlungsschrank angelegt, der die enge Verbindung zwischen den Stiftungen und der Missionsarbeit sichtbar macht.
Die Objekte der Kammer spiegeln den pädagogischen Ansätze ihrer Zeit wider. Die enthaltenen Modelle aus der Werkstatt des Theologen und Pädagogen Christoph Semler sowie die Naturalien wie Pflanzen und Tiere dokumentieren den innovativen Realienunterricht. August Hermann Francke verband das Lernen am Gegenstand, wie es etwa Amos Comenius forderte, mit einer berufsvorbereitenden Ausbildung und entwickelte so ein eigenständiges pädagogisches Konzept. 
Die Kunst- und Naturalienkammer war von Beginn an für die Öffentlichkeit zugänglich und konnte im Rahmen von Führungen durch sogenannte „Herumführer“ besichtigt werden.